# Ingibjörg Stefánsdóttir
Ingibjörg ”Inga” Stefánsdóttir, född 31 augusti 1972 i Reykjavik, är en isländsk sångerska och skådespelare.
Ingibjörg började sjunga för Islands Nationalopera vid 12 års ålder. Under en tid sjöng hon i musikgruppen Peace of Cake. Hennes skådespelarkarriär började 1992 i filmen Veggfóður: Erótísk ástarsaga. Därefter följde roller i filmerna Nei er ekkert svar (1995), The Viking Sagas (1996) och Maður eins og ég (2002).
Internationellt är hon kanske mest känd för sitt deltagande i Eurovision Song Contest 1993, som hölls i Millstreet, Irland. Hon framförde här låten Þa veistu svarið (sv: Då vet du svaret) och hamnade på en 13:e plats (av 25 länder) med 42 poäng.